# Blockschokolade

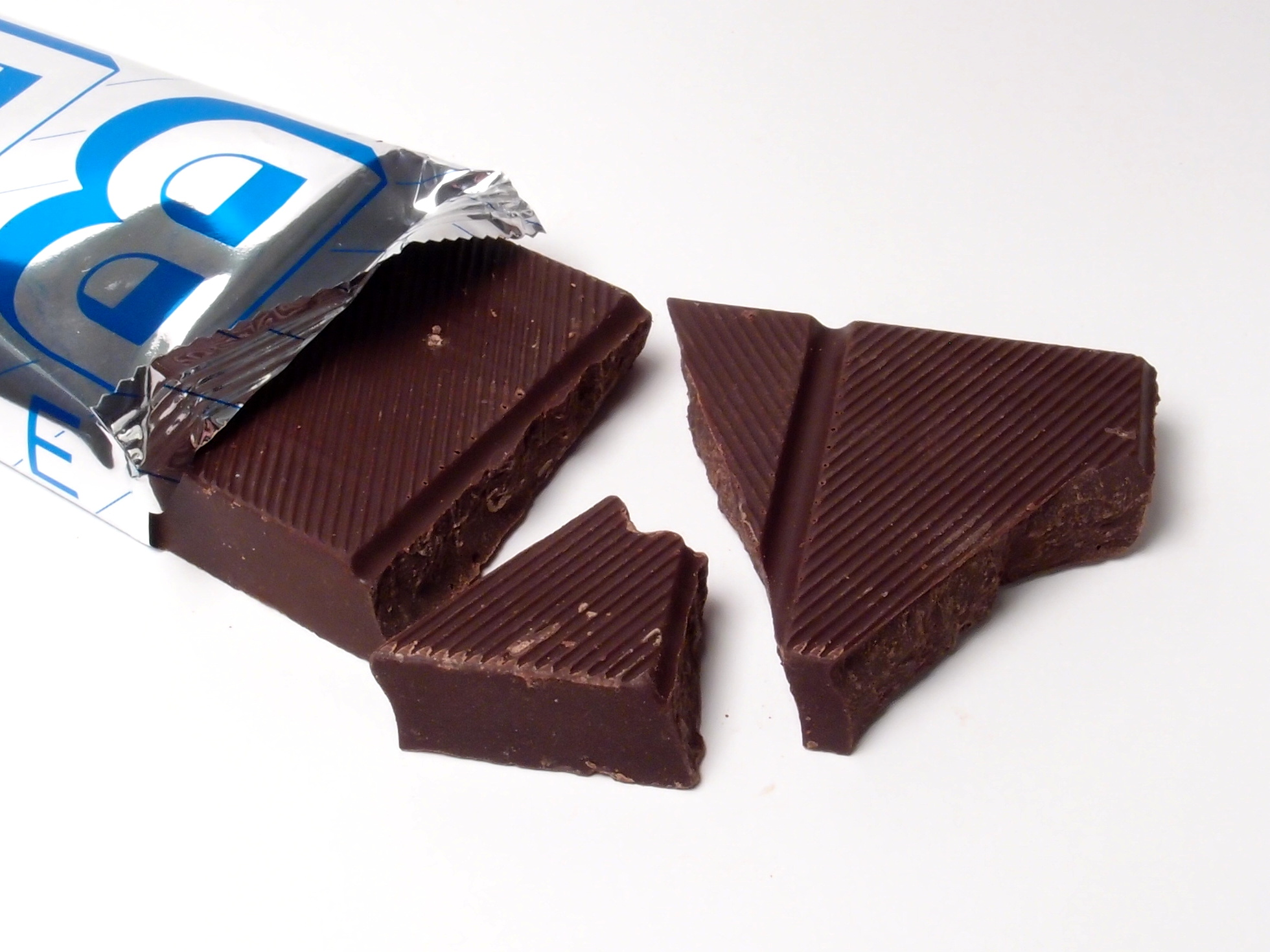
Blockschokolade

Blockschokolade oder Haushaltsschokolade, in Österreich auch Kochschokolade, ist eine Schokoladensorte einfacher Qualität, die zum Kochen und Backen bestimmt ist.
Der Name rührt von der großen, blockweisen Teilung her. Typischerweise werden 200-Gramm-Tafeln angeboten.

## Zusammensetzung
Die Bezeichnung „Blockschokolade“ ist in der europäischen Kakaorichtlinie, in Deutschland umgesetzt durch die Kakaoverordnung, nicht erwähnt. Daher gelten für sie in der Europäischen Union dieselben Anforderungen hinsichtlich der Mindestgehalte, erlaubten Zusatzstoffe usw. wie für jede andere nicht näher bezeichnete Schokolade. Sie muss demnach insbesondere mindestens 35 % Kakaomasse, davon mindestens 18 % Kakaobutter und 14 % fettfreie Kakaotrockenmasse enthalten; als zusätzliche pflanzliche Fette sind höchstens die in der Verordnung aufgezählten Kakaobutteräquivalente 5 % zulässig. Die in älteren Fassungen der Kakaoverordnung vorgesehene Kategorie „Haushaltsschokolade“ mit einem Kakaoanteil von mindestens 30 % wurde abgeschafft. Weiterhin zulässig ist die Bezeichnung „Haushaltsmilchschokolade“ für eine besonders kakaoarme Milchschokolade, jedoch wohl vor allem mit Rücksicht auf britische Konsumgewohnheiten; es gibt aber auch Milch-Blockschokolade, für die dann entsprechend die gesetzlichen Vorschriften zu Milchschokolade greifen.

## Kochschokolade
In Österreich ist die Bezeichnung „Kochschokolade“ gängig. Das Österreichische Lebensmittelbuch gestattet diesen Begriff ausdrücklich für Produkte, welche als „Schokolade“ bezeichnet werden dürfen (die Anforderungen dazu entsprechen im Wesentlichen denen der europäischen Kakaorichtlinie), und merkt dazu an, dass Kochschokolade jedoch „in Folge der weniger feinen Bearbeitung meist ein etwas gröberes Gefüge“ aufweise. Das österreichische Unternehmen Manner hat jahrzehntelang eine „Kochschokolade“ mit 30 % Kakaomasse vermarktet und damit nach eigener Darstellung zeitweise die Hälfte der österreichischen Schokoladenproduktion bestritten. Der Artikel ist von Manner weiterhin erhältlich, inzwischen jedoch mit 40 % Kakao.
In Deutschland versteht man unter „Kochschokolade“ dagegen im Allgemeinen eine dünnflüssige Schokoladenglasur, die aus Kakaopulver, Zucker, Wasser und Aromen zu einer überzugsfähigen Masse gekocht wird.
Sie wird vorwiegend im Handwerk unter anderem für den Überzug von Torten, Desserts und Schokoküssen (Gebäck) verwendet.